# ستار تريك السادس: البلد غير المكتشف
ستار تريك السادس: البلد غير المكتشف هو فيلم من نوع خيال علمي ومغامرة أُصدر في 6 ديسمبر 1991. الفيلم من إنتاج باراماونت بيكتشرز، ومن توزيع يو آي بي دونا ‏، وهو من إخراج نيكولاس ماير ورالف فينتر وSteven-Charles Jaffe ‏، أما السيناريو فكان من كتابة دني مارتن فلين ونيكولاس ماير وليونارد نيموي وجين رودينبيري وLawrence Konner ‏ ومارك روزنتال.

## القصّة
يبدأ الفيلم مثل العديد من قصص Star Trek، بقصة تدور أحداثها في المستقبل ولكن بالتوازي مع التطورات المعاصرة في هذه الحالة، عندما تبدأ إمبراطورية كلينجون في التدمير الذاتي بعد انفجار شبيه بحادث تشيرنوبل على أحد أقمارها فإن الإشارة الواضحة هي تفكك الإمبراطورية الروسية. بينما يطالب Klingons بالسلام، يتم تكليف Enterprise بالوصول إلى ضواحي مساحة الاتحاد والتفاوض معهم وقد كان الكابتن كيرك متردد جدا. لم يعتقد أبدًا أنه يمكن الوثوق في Klingons. لكن سبوك يخبره بمثل فولكان قديم:«فقط نيكسون يستطيع الذهاب إلى الصين».
هناك العديد من الأسطر المماثلة في نص نيكولاس ماير وديني مارتن فلين وكذلك العديد من السطور لشكسبير، والتي لا تقدم العنوان الفرعي للفيلم فحسب، بل توفر أيضًا الكثير من "هاملت" وأماكن أخرى ("إنه أفضل في Klingon الأصلي همهمات أحد الكارهين). في مرحلة ما، يبدو أن اثنين من الممثلين الداعمين، وهما شكسبيرز المميزان ديفيد وارنر وكريستوفر بلامر، يتبادلان الاقتباسات العائلية بدلاً من الحوار، ولكن الشيء الغريب هو أنه فعال؛ في أسلوب ثقافة البوب، اكتسب "Star Trek" نوعًا من الجودة الملحمية على مر السنين، وتساعد مثل هذه المراجع على ترسيخ فكرة أن القصة تحدث بالفعل في مستقبل يتذكر الماضي.
إذا كان الحوار شكسبيرًا، فإن الحبكة تبدو أشبه بغموض منزل ريفي بريطاني قديم؛ أطلق النار واحد أو أكثر من الأعضاء غير الموالين من طاقم إنتربرايز النار على طراد نجم كلينجون ثم صعد على متنها لاغتيال أولئك الذين جاؤوا لطلب السلام بفضل تعقيدات الحبكة التي كان من شأنها أن تجعل أجاثا كريستي فخورة، تتوقف القرائن على هوية القتلة على الأحذية الدموية وطبعات الأحذية، ومن كان وأين ومتى.

## طاقم التمثيل
- جورج تاكي
- Paul Rossilli  [لغات أخرى]‏
- جون شوك [الإنجليزية]‏
- ويليام شاتنر
- ليونارد نيموي
- ديفورست كيلي
- كريستوفر بلامر، بدور Chang (Star Trek) [الإنجليزية]‏
- كريستين سلاتر
- كيم كاترال
- ناسحيللي نيكولز
- إيمان، بدور Martia ‏
- مايكل دورن
- كيرتوود سميث
- جيمس دوهان
- روزانا ديسوتو
- رينيه أوبرجونوا
- ديفيد وارنر
- والتر كينوج
- جورج فيشر
- ليون روسوم
- Mark Lenard [الإنجليزية]‏

## الإنتاج
موسيقى الفيلم التصويرية كانت من تأليف Cliff Eidelman ‏.

## وصلات خارجية
- ستار تريك السادس : البلد غير المكتشف على موقع IMDb (الإنجليزية)
- ستار تريك السادس : البلد غير المكتشف على موقع ميتاكريتيك (الإنجليزية)
- ستار تريك السادس : البلد غير المكتشف على موقع روتن توميتوز (الإنجليزية)
- ستار تريك السادس : البلد غير المكتشف على موقع نتفليكس (الإنجليزية)
- ستار تريك السادس : البلد غير المكتشف على موقع قاعدة بيانات الأفلام العربية
- ستار تريك السادس : البلد غير المكتشف على موقع ألو سيني (الفرنسية)
- ستار تريك السادس : البلد غير المكتشف على موقع Turner Classic Movies (الإنجليزية)
- ستار تريك السادس : البلد غير المكتشف على موقع أول موفي (الإنجليزية)
- ستار تريك السادس : البلد غير المكتشف على موقع بوكس أوفيس موجو (الإنجليزية)
- ستار تريك السادس : البلد غير المكتشف على موقع فيلمافينيتي (الإسبانية)